# Sony Xperia XA2
A Sony Xperia XA2 (H3113, H3123, H3133) egy középkategóriás androidos okostelefon, amelyet a gyártó Sony 2018 elején dobott piacra. Kódneve Pioneer. A Sony Xperia XA1 utódja, melyhez képest főként külsőleg szabták át, a belső sok tekintetben megegyezik. Az egyik első Sony-telefon, mely beépített ujjlenyomatolvasóval rendelkezik.

## Hardver
Bár a Sony bejelentette, hogy forradalmi új dizájnnal jelentkezik a 2018-as évtől, az XA2 még a régi kialakítás, a Loop Surface átdolgozott variációjával készült el (OmniPresence). A legfőbb különbség az elődhöz képest a lekerekített forma, valamint - a hátlapba beépített ujjlenyomat-olvasónak köszönhetően - az enyhén domború hátlap. Kicsivel rövidebb, és valamivel szélesebb és vastagabb lett, a kijelzője 5.2 hüvelykes lett. Háza műanyag, a széleken szálcsiszolt fém borítással. Felül található a zajszűrő mikrofon és a 3,5 mm-es jack dugó, oldalt a hangerőszabályozó gombok, a bekapcsológomb, és egy dedikált kameragomb. Bal oldalt lehet behelyezni a nanoSIM-kártyát és a microSD-kártyát (vagy két nanoSIM-kártyát), a tálca eltávolítása újraindítja a telefont, de ha ez nem segítene, mögötte rejtőzik a hardveres Reset-gomb. Alul egy hangszóró és az USB Type-C csatlakozó kapott helyet. A kijelző széle lekerekített, egészen a szélekig tart, cserébe alul és felül egy viszonylag széles káva található. Felül a szelfikamera mellett egy értesítési LED található.
Hardveroldalon a processzort teljesen lecserélték a Qualcomm Snapdragon 630-as nyolcmagos egységre. Rendszermemóriája 3 GB, tárhelye 32 GB-os, amelyből kb. 9 GB van fenntartva az operációs rendszernek.
A hátlapi kamera 23 megapixeles, az előlapi 8 megapixeles (120 fokos széles látószögű), utóbbi fixfókuszos. Fényképek készítésekor "Kiváló automatikus" és manuális beállítások közül választhatunk. A telefon képes 4K és 120p lassított videók rögzítésére.
Az akkumulátor kapacitása 3300 mAh, a töltéshez egy 1,5 A-es töltőfej + USB-kábel kombinációt biztosít a Sony.

## Szoftver
Az XA2-es a megjelenéskori legfrissebb, Android 8.0-s operációs rendszert kapta meg (Oreo), mely később Android 9.0-ra frissült. A Sony ezt bizonyos mértékig átszabta és a saját programjaira cserélte a gyári alkalmazásokat (habár a korábbiakkal ellentétben SMS-küldő alkalmazását a Google gyári megoldására cserélte). A menürendszert az Xperia Kezdőképernyő szabta át, alapértelmezésben kikapcsolt Google Now-funkcióval. Széles körben testreszabható, a navigációs gombok a képernyőn kaptak helyet, ezek sorrendjét nem lehet megváltoztatni. Az Android 9 alatt a kezelőfelület kisebb mértékben megváltozott: az óra a bal felső sarokba került, a hangerőállító csúszka függőleges lett és már csak a média hangerejét lehet vele szabályozni, ugyanide került a hangos/rezgő/néma üzemmód választógomb.
A rendszer részét képezi a Sony saját intelligens háttérvilágítás-vezérlés funkciója, az éjszakai fény beállításának lehetősége pedig csak Android 9 alatt elérhető. Az akkumulátor merülése esetére került beépítésre a STAMINA-mód, mely bizonyos funkciók korlátozásával segít azt lassítani; továbbá az ULTRA STAMINA-mód, amely szinte kizárólag a telefonálási képességig tudja visszabutítani a készüléket, cserébe jócskán megnövelt üzemidővel.
Szoftverek terén kikerült a What's New, a Spotify, és a megszűnt TrackID. Megmaradt viszont az Xperia Lounge, az Amazon Shopping, az Amazon Kindle, a Movie Creator, a Kiterjesztett Valóság, a Rajz, az AVG Antivirus, a Sony Hírek, és a PS App.

## Sony Xperia XA2 Ultra
Akárcsak elődje, az XA2 is kapott egy Ultra alváltozatot (H3213, H3223, H4213, H4233, kódneve Discovery). Ez a készülék néhány dologban különbözik: nagyobb méretű (6 hüvelykes a kijelzője), több memória van benne (4 GB), a belső tárhely pedig 64 GB-os. Előlapi kamerája az alapmodellhez képest dupla kamerás: egy 16 és egy 8 megapixeles szenzort kapott. Az akkumulátor teljesítménye 3580 mAh.

## Sony Xperia XA2 Plus
2018 nyarán újabb variáns jelent meg (H3413, H4413, H4493, kódneve Voyager). Az Ultrához hasonlóan 6 hüvelykes kijelzővel 3580 mAh-s akkumulátorral és 4 GB RAM-mal jelent meg, de minden más változatlan maradt.